# Свобода (1869 – 1872)
Вижте пояснителната страница за други значения на Свобода.
„Свобода“ е вестник, издаван от Любен Каравелов през периода 1869 – 1872 г.
Първият брой на вестник „Свобода“ под редакцията на Любен Каравелов излиза на 7 ноември 1869 г. в Букурещ. Прокарва идеите за самостойна борба на българския народ, за балканска федерация при ясно зачитане на етнографските дадености на балканските народи и против всякаква чужда намеса. Неофициален орган на БРЦК.
Вестникът помества уводни политически статии. Разпространява новини от България, Европа, Северна Америка и др. Публикува повести и разкази от българския живот, статистически сведения, критика и библиография, исторически четива др.
Вестник „Свобода“ е в центъра на конфликтите между БРЦК и по-консервативните кръгове на българската емиграция в Румъния – в резултат на техни интриги през 1870 година руската цензура забранява неговото разпространение в Руската империя.
По настояване на османското правителство вестникът е спрян през 1872 г. През февруари на следната година е заменен от вестник „Независимост“.